# Набережная Федоровского
На́бережная Федоро́вского — набережная в историческом районе Започаинье Нижнего Новгорода. Ранее называлась Верхней набережной Оки, современное название получила в честь выдающегося учёного, доктора геолого-минералогических наук Николая Михайловича Федоровского. В 2021 году набережная стала частью Парка 800-летия Нижнего Новгорода.

## История
Набережная появилась после визита в Нижний Новгород Николая I, который всегда уделял большое внимание благоустройству и порядку. Император был раздосадован тем, что в Нижнем Новгороде созерцание пейзажей омрачается видами неблагоустроенных территорий, после чего пришлось составить план развития города из 88 пунктов, выполнение которого император взял под личный контроль. С 1896 по 1928 год в районе набережной работал Похвалинский фуникулёр.
Свой нынешний вид набережная обрела в 1960-е годы, были построены мосты и съезды, появились жилые дома, построена гостиница. Застройка вызывала немало критики у архитекторов, поскольку не учитывала особенностей ландшафта. В 1972 году установили памятник Максиму Горькому, уже не первый в городе.
В 2007 году на набережной началась реконструкция дренажной системы и инженерной защиты, были построены террасы.
Благодаря хорошему обзору с высоты набережная является отличным местом для наблюдений за закатами и восходами, течением рек и проходящими судами, а также городскими пейзажами. Отсюда, а также с соседней улицы Заломова, видно старый город (Нижний посад), Рождественскую церковь, здание бывшего Речного вокзала, Канавинский мост, стрелку Оки и Волги и Нижегородскую ярмарку.

## Парк 800-летия Нижнего Новгорода
По программе благоустройства «Среда 800», приуроченной к 800-летию Нижнего Новгорода, набережную Федоровского обновили. Вместе с прилегающими территориями (Сергиевский овраг, Почтовый съезд и мосты над ними) она стала частью Парка 800-летия Нижнего Новгорода.
Идея обновления — «театр природных действий». Это система террас на склонах холмов, где горожане становятся одновременно и зрителями природных действий и участниками городских сцен. Концепция разрабатывалась Институтом развития городской среды Нижегородской области совместно с нижегородцами. Дополнительные решения к проекту разработали в московском архитектурном бюро «Арх груп». Проект был реализован при участии Фонда поддержки социальных инициатив «Газпрома».
После благоустройства дорожки и площадки парка получили новые функции и зоны: появились амфитеатры, места для мероприятий, игровая и спортивная площадки, места для пикников, зона для слэклайна, площадка для дрессировки собак.
Кроме того, было выполнено дополнительное озеленение, заменены коммуникации, установлены туалеты. Оборудованы навигация и арт-объекты, рассказывающие о видах города и зданиях, которые можно обозревать с разных точек парка. Также вдоль всего верхнего променада установлены стеклянные беседки-«аквариумы», защищающие от дождя и ветра. Несмотря на крутой рельеф, все основные зоны стали доступны для маломобильных горожан благодаря плавным спускам и пандусам.
На обновлённой набережной появилась световая инсталляция — более 1 000 элементов освещения. Вечером включается динамическое освещение в цветах солнца на закате. На экранах, которые находятся на уровне променада, можно выбрать год своего рождения, после чего загорится светильник, посвящённый этому году, а на терминале можно будет прочитать, какие важные события произошли в этом году.
Проезжая часть набережной была сужена, расширен тротуар. Вдоль всей улицы установлены скамьи, лежаки и стеклянные беседки с видом на панорамы города. Тротуар стал непрерывным от пешеходного моста через Сергиевский овраг до моста над Успенским оврагом (Почтовым съездом).

## Премии и  награды
В 2022 году награду в суперфинале и диплом I степени «Гамбургский счёт» 26-го Национального независимого архитектурного рейтинга «Золотая капитель» завоевал проект благоустройства набережной Федоровского.
В 2023 году Парк 800-летия Нижнего Новгорода был отмечен ведущим профессиональным изданием по архитектуре «Проект Россия».
В 2024 году Парк 800-летия Нижнего Новгорода занял первое место в номинации «Гордость моей страны» в конкурсе «От южных морей до полярного края».

## Галерея
- Пешеходный мост над Почтовым съездом
- Набережная Федоровского — одна из площадок для концертов фестиваля «Столица закатов. Соло на закате»
- Вид на набережную Федоровского и Парк 800-летия Нижнего Новгорода вечером. Световая инсталляция включает более 1 000 элементов
- Набережная Федоровского отличается уникальным ландшафтом
- Памятник Максиму Горькому на набережной Федоровского. Автор монумента — Иван Шмагун
- Стеклянные беседки на набережной защищают от дождя и ветра, не закрывая обзор
- Многоуровневая детская площадка в парке 800-летия Нижнего Новгорода обыгрывает рельеф. Автор фото — Дима Четыре